# 16356 Унівбалттех
16356 Унівбалттех (16356 Univbalttech) — астероїд головного поясу, відкритий 1 квітня 1976 року.
Тіссеранів параметр щодо Юпітера — 3,195.
Названо на честь Балтійського державного технічного університету, Санкт-Петербург, Росія.